# رودولف گونزالس
رودولف گونزالس (انگلیسی: Rudolf González؛ زادهٔ ۲ ژوئیهٔ ۱۹۹۸) بازیکن فوتبال اهل جمهوری دومینیکن است.
وی همچنین در تیم‌های ملی فوتبال Germany national under-16 football team، جوانان آلمان، و جمهوری دومینیکن بازی کرده‌است.